# Хав'єр Онтіверос
Хав'єр Онтіверос (ісп. Javier Ontiveros; нар. 9 вересня 1997, Марбелья) — іспанський футболіст, фланговий півзахисник клубу «Вільярреал». На умовах оренди виступає за «Осасуну».

## Клубна кар'єра
Народився 9 вересня 1997 року в місті Марбелья. Вихованець юнацьких команд футбольних клубів «Реал Бетіс» та «Малага».
У дорослому футболі дебютував 2015 року виступами за команду «Малага Б». Тоді ж почав залучатися й до складу головної команди «Малаги». Протягом першої половини 2018 року на правах оренди грав за «Реал Вальядолід», якому допоміг здобути підвищення в класі до Прімери.
У серпні 2019 року уклав п'ятирічний контракт з «Вільярреалом». У вересні наступного року на умовах оренди став гравцем «Уески».

## Виступи за збірні
2013 року дебютував у складі юнацької збірної Іспанії (U-17), загалом на юнацькому рівні за команди різних вікових категорій взяв участь в 11 іграх, відзначившись двома забитими голами.

## Досягнення
Особисті
- Гравець місяця Сегунда Дивізіону: лютий 2025[1]